# August 2004
Acest articol este generat integral pe baza informațiilor din articolul 2004 și este actualizat periodic de un robot.
 Editările făcute în articol vor fi șterse la următoarea actualizare! Dacă doriți să faceți modificări, editați articolul-sursă.

ianuarie -
februarie -
martie -
aprilie -
mai -
iunie -
iulie -
august -
septembrie -
octombrie -
noiembrie -
decembrie
August 2004 a fost a opta lună a anului și a început într-o zi de duminică.

## Evenimente

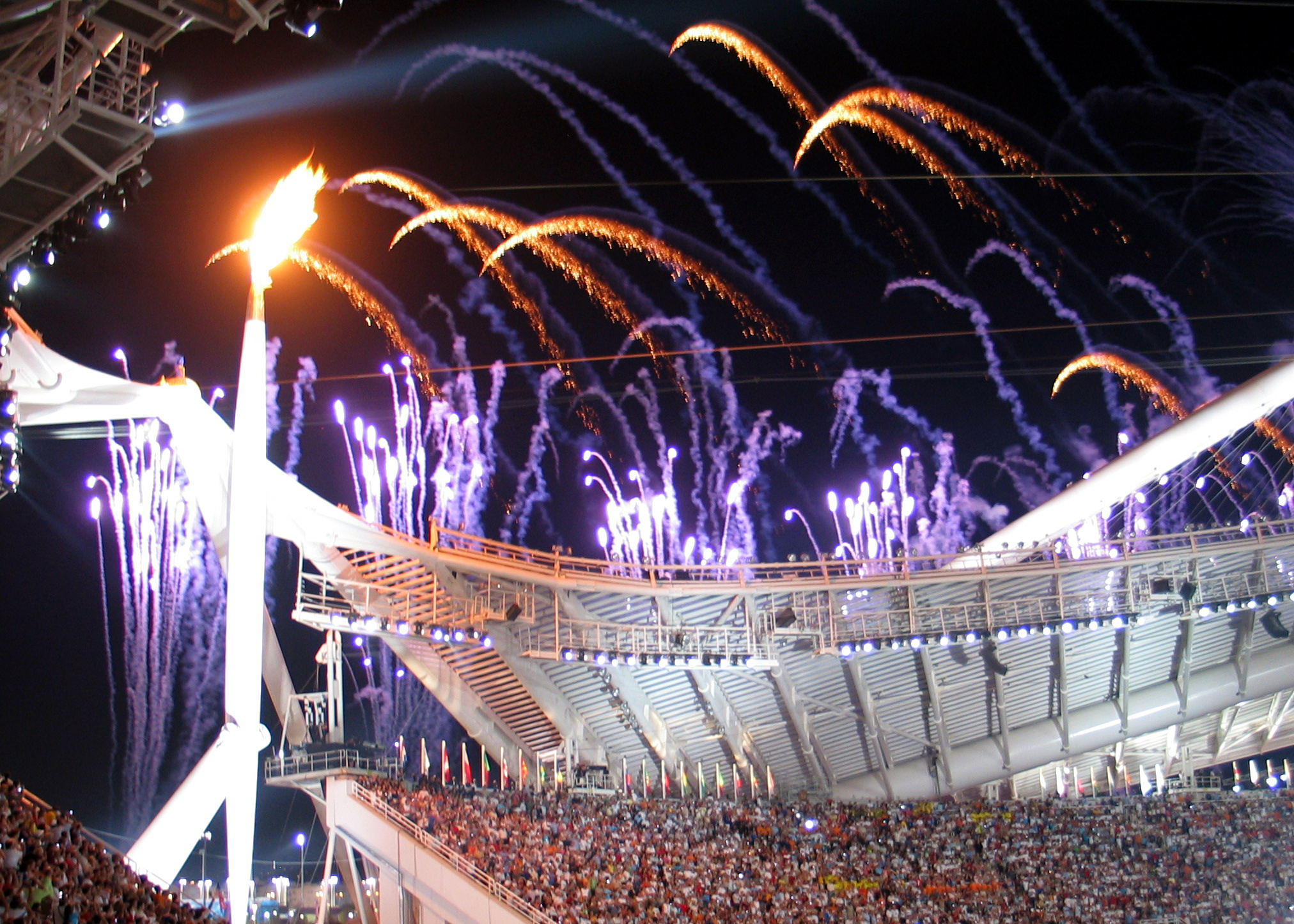
13 august: La Atena încep Jocurile olimpice.

- 3 august: Este lansată nava MESSENGER a NASA, misiunea sa principală fiind studiul lui Mercur.[1]
- 9 august: Într-un top al inflației care cuprinde 221 de țări, alcătuit de CIA, România s-a plasat pe locul 201, cu o inflație oficială de 14,3% în 2003.[2]
- 12 august: Cancelarul Germaniei, Gerhard Schroeder, face o vizită în România. El merge în localitatea clujeană Ceanu Mare, unde e înmormântat tatăl său, decedat în cel de-Al Doilea Război Mondial, pentru a depune un buchet de flori. Ulterior a purtat discuții cu premierul Năstase și cu președintele Iliescu.[3]
- 13 august: La Atena încep Jocurile Olimpice de vară din 2004. România a obținut 19 medalii (8 aur, 5 argint, 6 bronz).
- 17 august: Prima ediție a Festivalul Internațional de Film Independent Anonimul. 60 de filme au intrat în competiție la cele trei secțiuni: lung-metraj, documentar și scurt-metraj.
- 19 august: Un studiu realizat de Biroul de referință asupra populației din Washington arată că până în anul 2050, România va ajunge la 15,7 milioane de locuitori.[4]
- 19 august: INSOMAR a dat publicității un sondaj de opinie în care candidatul PSD la Președinție, Adrian Năstase este cotat cu 41% iar candidatul Alianței DA, Theodor Stolojan, cu 24%.[5]
- 26 august: Fabrica de ciocolată Kandia din Timișoara se închide odată cu disponibilizarea ultimilor 200 de angajati. În primăvara anului 2003, firma „Excelent” București a preluat pachetul majoritar al Kandia de la un grup austriac cu care se făcuse prima privatizare a fabricii de ciocolată.[6]
- 29 august: Michael Schumacher câștigă ultimul său titlu mondial în Formula 1, extinzând recordul de titluri câștigate la șapte.

## Decese
- 1 august: Philip Abelson, 91 ani, fizician american (n. 1913)
- 1 august: Madeleine Robinson (n. Madeleine Yvonne Svoboda), 86 ani, actriță franceză (n. 1916)
- 6 august: Andrei Ciurunga (n. Robert Eisenbraun), 83 ani, poet român (n. 1920)
- 12 august: Godfrey Newbold Hounsfield, 84 ani, inginer britanic (n. 1919)
- 13 august: Julia Child (n. Julia McWilliams), 91 ani, bucătar chef american (n. 1912)
- 14 august: Czeslav Miłosz, 93 ani, scriitor polonez laureat al Premiului Nobel (1980), (n. 1911)
- 17 august: Thea Astley, 78 ani, scriitoare australiană (n. 1925)
- 22 august: Haralambie Ivanov, 63 ani, canoist român (n. 1941)
- 23 august: Aurel Berinde, 77 ani, istoric și prozator român (n. 1927)
- 26 august: Laura Ann Branigan, 52 ani, actriță și cântăreață americană (n. 1952)